# Ivan Obradović
Ivan Obradović (srbskou cyrilicí Иван Обрадовић, * 25. července 1988, Obrenovac, SFR Jugoslávie) je srbský fotbalový obránce a bývalý reprezentant, v současnosti hráč klubu RSC Anderlecht (k srpnu 2016).
Mimo Srbsko působil na klubové úrovni ve Španělsku a Belgii.

## Klubová kariéra
- FK Partizan (mládež)
- FK Teleoptik 2006–2007[2]
- FK Partizan 2007–2009
- Real Zaragoza 2009–2013
- KV Mechelen 2014–2015
- RSC Anderlecht 2015–[2]

## Reprezentační kariéra
V A-mužstvu Srbska debutoval 6. 9. 2008 v kvalifikačním zápase v Bělehradu proti reprezentaci Faerských ostrovů (výhra 2:0). Celkem odehrál v letech 2008–2015 za srbský národní tým 22 zápasů a vstřelil jednu branku.
Zúčastnil se MS 2010 v Jihoafrické republice, kde odehrál jediný zápas proti Austrálii (porážka 1:2). Srbsko skončilo se 3 body na poslední 4. příčce základní skupiny D a bylo ze šampionátu vyřazeno.